# I Was the One
I Was the One è una canzone di Elvis Presley pubblicata dalla RCA Records il 27 gennaio 1956 come lato B del singolo Heartbreak Hotel. 

## Altre Emissioni
Ci furono differenti emissioni del brano tra le quali:
- marzo 1959 (RCA 447-0605. Lato A: “Heartbreak hotel”. Gold Standard Series reissue);
- ottobre 1977 (RCA PB-11105. “15 golden records-30 golden hits”;
- PB-11301. Box di 15 singoli. Lato A: “Heartbreak hotel”);
- dicembre 1977 (RCA PP-11340. “20 golden hits in full color sleeves”. Box di 10 singoli. Lato A: “Heartbreak hotel”);
- aprile 1983 (RCA JB-13500. Lato B: “Wear my ring around your neck”).
- EMISSIONE SU EP: aprile 1956 (“Heartbreak hotel”. RCA EPA-821).[2]

## Curiosità
Il brano scelto era la take nº7 della sessione di registrazione.